# Sàïd ibn Màkhlad
Sàïd ibn Màkhlad (? - 889) fou un visir abbàssida. Era d'origen cristià però es va convertir a l'islam essent encara jove. Alguns el suposen germà d'Al-Hàssan ibn Màkhlad ibn al-Jarrah, també musulmà convers, però no hi ha cap prova determinant i fins i tot sembla més probable que no tinguin res a veure l'un amb l'altre. Va estar al servei del regent Talha al-Muwàffaq entre 878 i 885, fent de facto les funcions de visir, però sense tenir-ne el títol. El 882 va rebre el làqab honorífic de Dhu-l-wizaratayn i el seu nom va aparèixer a les monedes encunyades a l'Iraq. Va caure en desgràcia a causa del seu germà Abdun, que va restar cristià i va intentar aconseguir privilegis per als cristians aprofitant la situació de poder del seu germà.